# 杰夫·拜纳
杰夫·拜纳（英語：Jeff Baena，1977年6月29日—2025年1月3日）是一位美国编剧和电影导演，其作品包括《我爱哈克比》（2004年）、《我的僵尸女友》（2014年）、《乔希》（2016年）、《疯狂修道院》（2017年）、《爱马的女孩》（2020年）以及《旋转人生》（2022年）。 他因经常与女演员爱丽森·布里和他的妻子奧布瑞·普拉扎合作而闻名。

## 早年生活和教育
拜纳出生于佛罗里达州迈阿密。他在南佛罗里达州长大，后来在纽约大学学习电影。他在加利福尼亚州生活和工作。

## 职业
从纽约大学电影学院毕业后，拜纳搬到了洛杉矶，开始了他的职业生涯。他成为罗伯特·泽米吉斯的制作助理，参与制作多部电影 。
在与泽米吉斯合作后，拜纳找到了一份工作，担任编剧兼导演大卫·欧·拉塞尔的助理编辑。他們一起工作了一年半之后，一次轻微的车祸伤害了拜纳的一只眼睛。为了让他的精神振作起来，并在恢复期间打发时间，拉塞尔开始与拜纳讨论故事的想法。两人最终合作了四个剧本。
这四个剧本之一是拉塞尔于2004年执导的《我爱哈卡比》。与此同时，巴埃纳开始将他的职业生涯重心放在写作上，并撰写了丧尸喜剧《我的僵尸女友》，这部影片最终成为他作为导演的处女作。
拜纳曾计划让《乔希》成为他的导演处女作，但演员兼合作者亚当·帕利因个人原因不得不退出。在2003年拜纳随后决定开始创作《我的僵尸女友》。

## 私生活
拜納於2011年和奧布瑞·普拉扎交往，兩人交往10週年後在2021年於後院舉行小型婚禮。
2025年1月3日，拜納遺體在洛杉磯住宅被助理發現，享年47歲，洛杉磯縣法醫宣稱其死因為上吊自殺。